# Stadio Johan Cruijff
Lo stadio Johan Cruijff (in spagnolo Estadio Johann Cruijff, in catalano Estadi Johan Cruyff) è un impianto calcistico spagnolo ubicato nel comune catalano di Sant Joan Despí.
Di proprietà del Futbol Club Barcelona, è situato al fianco del centro sportivo blaugrana sul sito del vecchio Mini Estadi e ospita gli incontri interni della sua seconda squadra e della sezione femminile.
Con una capacità di 6 000 spettatori, è tra gli stadi classificati 3 dall'UEFA.

## Storia
I progetti per la realizzazione dello stadio sono iniziati il 14 settembre 2017. I lavori di realizzazione sono durati due anni, con lo stadio inaugurato il 27 agosto 2019, con una partita amichevole tra le selezioni Under-19 del Barcellona e dell'Ajax. La partita si è conclusa sul risultato di 0-2 a favore della squadra olandese, con il primo gol siglato dal calciatore olandese Naci Ünüvar. Il 1º settembre, dello stesso anno, si disputa la prima partita ufficiale, tra Barcellona B e Gimnàstic.